# Vanity sizing
Vanity sizing, et amerikansk udtryk anvendt i forbindelse kvinder og mænds forfængelighed ved størrelser i tøjvalg.
Fænomenet forekommer i sammenhæng med klæders nominelle størrelse, specielt i lande hvor disse mål ikke er standardiseret.
Vanity sizing er reelt et snydeudtryk, som anvendes over for personer, som gennem årene tager på i vægt, hvilket fra tøjfabrikanternes side udnyttes  ved at producere tidligere mærkninger og størrelser i overmål.
Det vil eksempelvis være en bukse-størrelse, som er mærket med en størrelse large, men størrelsesmæssigt bliver forøget, men alligevel fastholder den gamle mærkning large selvom der er tale om størrelse x-large.
Pågældende person, som har erhvervet et tøjprodukt, kan derfor stadig fastholde, at samme størrelse i beklædning stadig anvendes trods angivelig vægtforøgelse.